# An-fu
An-fu (čínsky pchin-jinem Ānfú, znaky 安福) je okres ležící na západě městské prefektury Ťi-an v centrální části provincie Ťiang-si Čínské lidové republiky. Rozloha okresu je 2793 km², roku 2010 měl 385 631 obyvatel.
Narodil se zde konfuciánský filozof Cou Šou-i.